# Пітер Мандер
Пітер Мандер (англ. Peter Mander, 4 липня 1928 — 21 червня 1998) — новозеландський яхтсмен.
Олімпійський чемпіон 1956 року в класі Шарпі.